# Değirmendere, Erenler
Değirmendere là một xã thuộc quận Erenler, tỉnh Sakarya, Thổ Nhĩ Kỳ. Dân số thời điểm năm 2008 là 1.256 người.